# Die Abenteuer des Apollo – Die dunkle Prophezeiung
Die Abenteuer des Apollo – Die dunkle Prophezeiung (engl. Original: The Trials of Apollo, Book 2: The Dark Prophecy) ist der zweite Teil der fünfteiligen Fantasy-Reihe Die Abenteuer des Apollo von Rick Riordan basierend auf griechischer Mythologie. Das Buch erschien auf Englisch 2017 im Disney Hyperion Verlag und auf Deutsch 2018 im Carlsen-Verlag, übersetzt von Gabriele Haefs. Es spielt in der heutigen Zeit und handelt von Apollo, einem olympischen Gott, der als Strafe von Zeus auf die Erde geschickt wird. Er versucht ohne göttliche Kräfte alle antiken Orakel aus der Macht dreier römischer Kaiser zu befreien, um wieder auf den Olymp zurückzukehren. Es ist die Fortsetzung der Percy-Jackson-Reihe sowie der Helden-des-Olymp-Reihe und spielt auch in derselben Welt wie diese. Zudem verläuft die Handlung gleichzeitig zur Handlung der Reihe Magnus Chase, was an einigen Verweisen deutlich wird.
Im zweiten Band der Reihe müssen Apollo, Leo und Kalypso ein weiteres Orakel aus der Macht des tyrannischen Kaisers Commodus befreien und die Freistätte vor der Zerstörung retten.

## Handlung
Sechs Wochen nachdem Meg verschwunden ist, landen Leo, Apollo und Kalypso in Indianapolis. Sie sind auf der Suche nach Nero und versuchen ihn daran zu hindern, alle Orakel in seine Macht zu bringen. In Indianapolis werden sie von Blemmierern angegriffen und lernen bei diesem Kampf Hemithea kennen. Diese bringt die drei in die Freistätte, wo Hemithea mit ihrer Lebensgefährtin Josephin zusammen lebt. Hemitheas und Josephins Adoptivtochter Georgina wird vermisst. 
Apollo und Kalypso erhalten die Aufgabe, von Commodus gestohlene Greife aus dem Zoo von Indianapolis zu befreien. Dabei taucht Meg wieder auf. Nun versuchen sie, aus dem Unterschlupf des Commodus das entführte Mädchen Georgina zu befreien, was ihnen auch gelingt. Jedoch konnte Commodus nun den Standort der Freistätte orten und greift diese nun an.
Apollo und Meg suchen nun das zweite Orakel, um einen weiteren Teil der Weissagung zu bekommen. Währenddessen verteidigen alle Anderen die Freistätte. Bei seiner Rückkehr zur Freistätte findet Apollo einige seiner Freunde als Geiseln vor, jedoch kann er Commodus für den Moment besiegen und vertreiben.
Sie erhalten die Prophezeiung, dass in fünf Tagen Camp Jupiter angegriffen wird und Apollo und Meg  mit Hilfe eines Satyrn durch das Labyrinth reisen müssen. Leo startet mit Festus um das Camp Jupiter zu warnen und Meg beschwört einen Satyr: Grover Underwood, der Apollo und Meg auf ihrer nächsten Reise begleitet.

## Hauptfiguren
- Apollo/Lester Papadopoulos: ehemaliger Gott, jetzt sterblich
- Meg McCaffrey: Tochter der Demeter
- Kaiser Commodus: ehemaliger tyrannischer römischer Kaiser, jetzt Mitanführer des Triumvirat Holdings
- Kalypso: ehemalige Göttin, war an Insel gebunden, wurde von Leo befreit, Leo ist ihr Freund
- Leo: Sohn des Hephaistos, technisch begabt, Kalypsos Freund
- Hemithea, ehemalige Jägerin der Artemis
- Josephin, ehemalige Jägerin der Artemis

## Kommerzieller Erfolg
Das Buch war in den ersten 3 Monaten nach deutscher Erstveröffentlichung unter den ersten sieben auf der Spiegel-Bestsellerliste. Die Bestplatzierung war in November 2018 auf Platz 2.
In Amerika gehörte das Buch zu den 100 erfolgreichsten Büchern des Jahres 2017. Bei den meistverkauften Bestsellern für Kinder und Jugendliche zählte laut Publishers Weekly das Buch mit über 250.000 verkauften Büchern sogar zu den Top 10.

## Hintergrund
Das Buch ist, wie auch die anderen Reihen von Rick Riordan Percy Jackson und Helden des Olymp, an der römischen und griechischen Mythologie orientiert. Es ist wie alle Die-Abenteuer-des-Apollo-Bücher aus der Sicht Apollos als personaler Erzähler – Ich-Erzähler geschrieben. Am Anfang jedes Kapitels steht anstelle einer Kapitelüberschrift ein zum Kapitel passendes Haiku von Rick Riordan.

## Rezeption
FPJ Bureau schreibt in der indischen Zeitung The Free Press Journal, dass der Autor es wieder einmal geschafft hat, die Leser in die Welt zu versetzen, in der griechische Götter leben. Er sei auch bei diesem Buch ein Meister des Geschichtenerzählens. Er findet die Handlung sei spannend, merkt aber auch an, dass erwachsene Leser den Schreibstil vielleicht etwas zu jugendlich empfinden können.
Die The Times of India meint, dass der zweite Band das schnelle Abenteuertempo beibehätt, dass auch in den anderen Geschichten des Autors hat. Rick Riordan würde damit die Mythologie weiter modernisieren. Die Zeitung merkt aber auch an, dass das Tempo ist nicht so ganz schnell wie in den meisten früheren Büchern von Riordan sei. Das führt aber dazu, dass der Leser dazwischen auch nachdenken kann.
Die Hindustan Times empfiehlt das Buch als eines von 5 Sommerlesungempfehlungen für Kinder. Für die South China Morning Post gehörte das Buch 2017 zu den 12 besten Kinderbücher für Weihnachten. Sie hebt hervor, dass es in Riordans mythologische Erzählung immer wieder zu seinen typischen humorvollen Berührungen inmitten trauriger Momente kommt.

## Deutsche Ausgabe
- Rick Riordan: Die Abenteuer des Apollo – Die dunkle Prophezeiung, Carlsen Verlag 2018: Hamburg, ISBN 978-3-551-55689-9